# Ptochophyle angulosa
Ptochophyle angulosa är en fjärilsart som beskrevs av Claude Herbulot 1970. Ptochophyle angulosa ingår i släktet Ptochophyle och familjen mätare. Inga underarter finns listade.